# Ла-Шапель (Шаранта)
Ла-Шапе́ль (фр. La Chapelle) — коммуна во Франции, находится в регионе Пуату — Шаранта. Департамент — Шаранта. Входит в состав кантона Сент-Аман-де-Буакс. Округ коммуны — Ангулем.
Код INSEE коммуны — 16081.
Коммуна расположена приблизительно в 380 км к юго-западу от Парижа, в 90 км южнее Пуатье, в 24 км к северо-западу от Ангулема.

## Население
Население коммуны на 2008 год составляло 190 человек.
| 1962 | 1968 | 1975 | 1982 | 1990 | 1999 | 2008 |
| ---- | ---- | ---- | ---- | ---- | ---- | ---- |
| 157  | 137  | 140  | 150  | 148  | 151  | 190  |

## Администрация
| Период | Период | Фамилия        | Партия | Примечания        |
| ------ | ------ | -------------- | ------ | ----------------- |
| 1983   | 2005   | Ален Жанро     |        |                   |
| 2005   | 2014   | Сильвен Луазон |        | директор колледжа |

## Экономика
В 2007 году среди 112 человек в трудоспособном возрасте (15—64 лет) 78 были экономически активными, 34 — неактивными (показатель активности — 69,6 %, в 1999 году было 68,8 %). Из 78 активных работали 71 человек (37 мужчин и 34 женщины), безработных было 7 (2 мужчины и 5 женщин). Среди 34 неактивных 10 человек были учениками или студентами, 12 — пенсионерами, 12 были неактивными по другим причинам.

## Фотогалерея

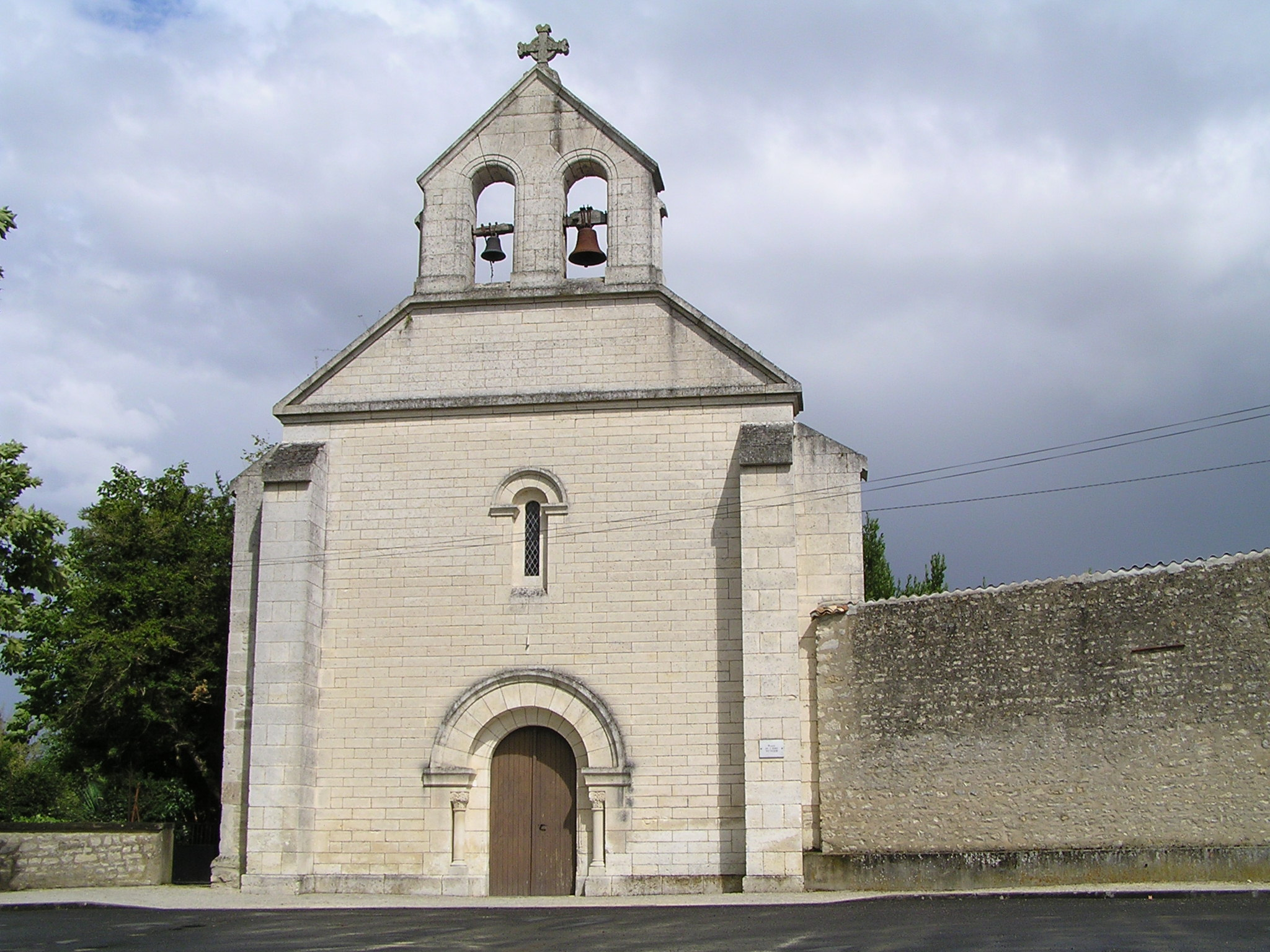
Церковь
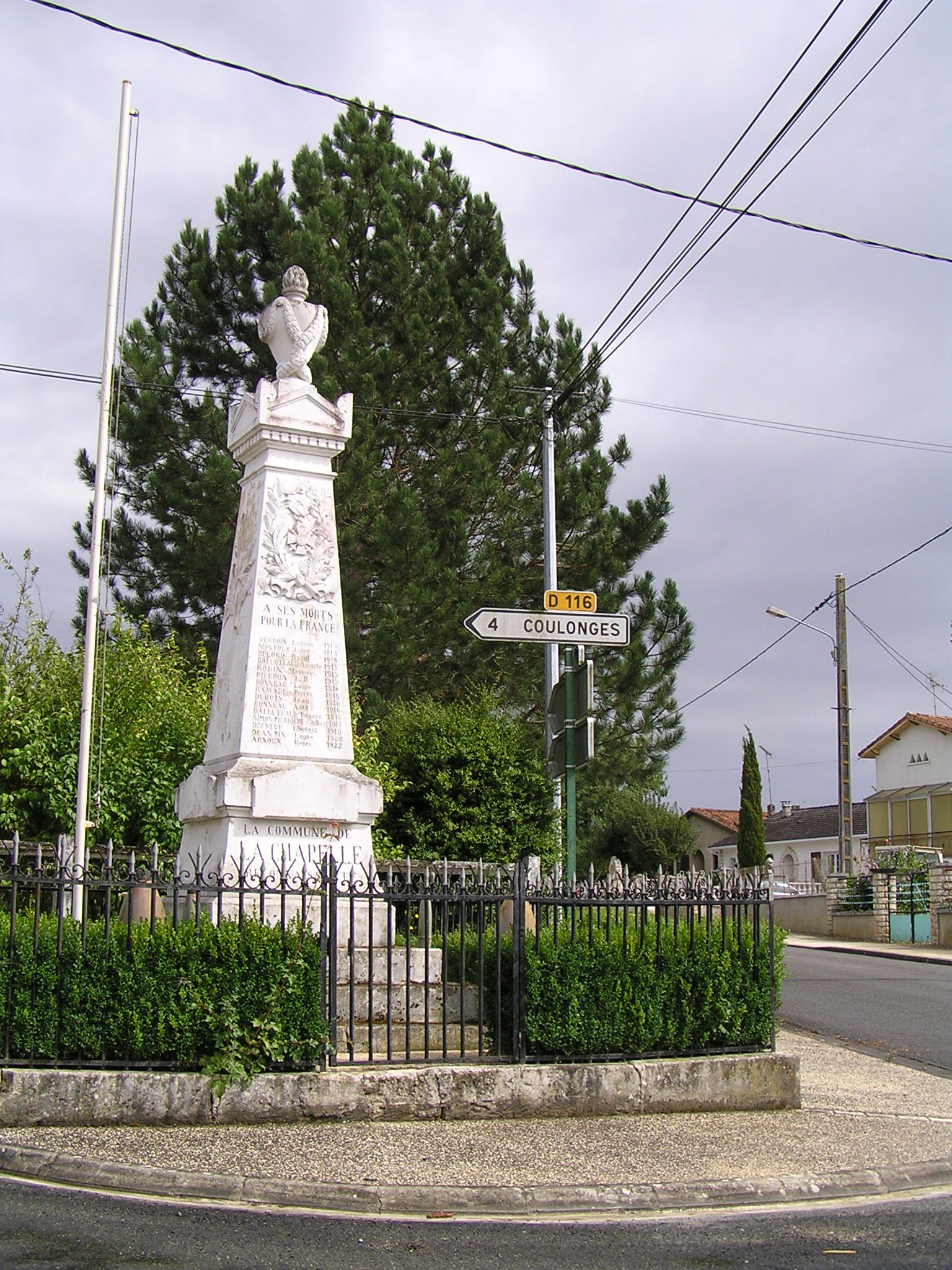
Военный мемориал
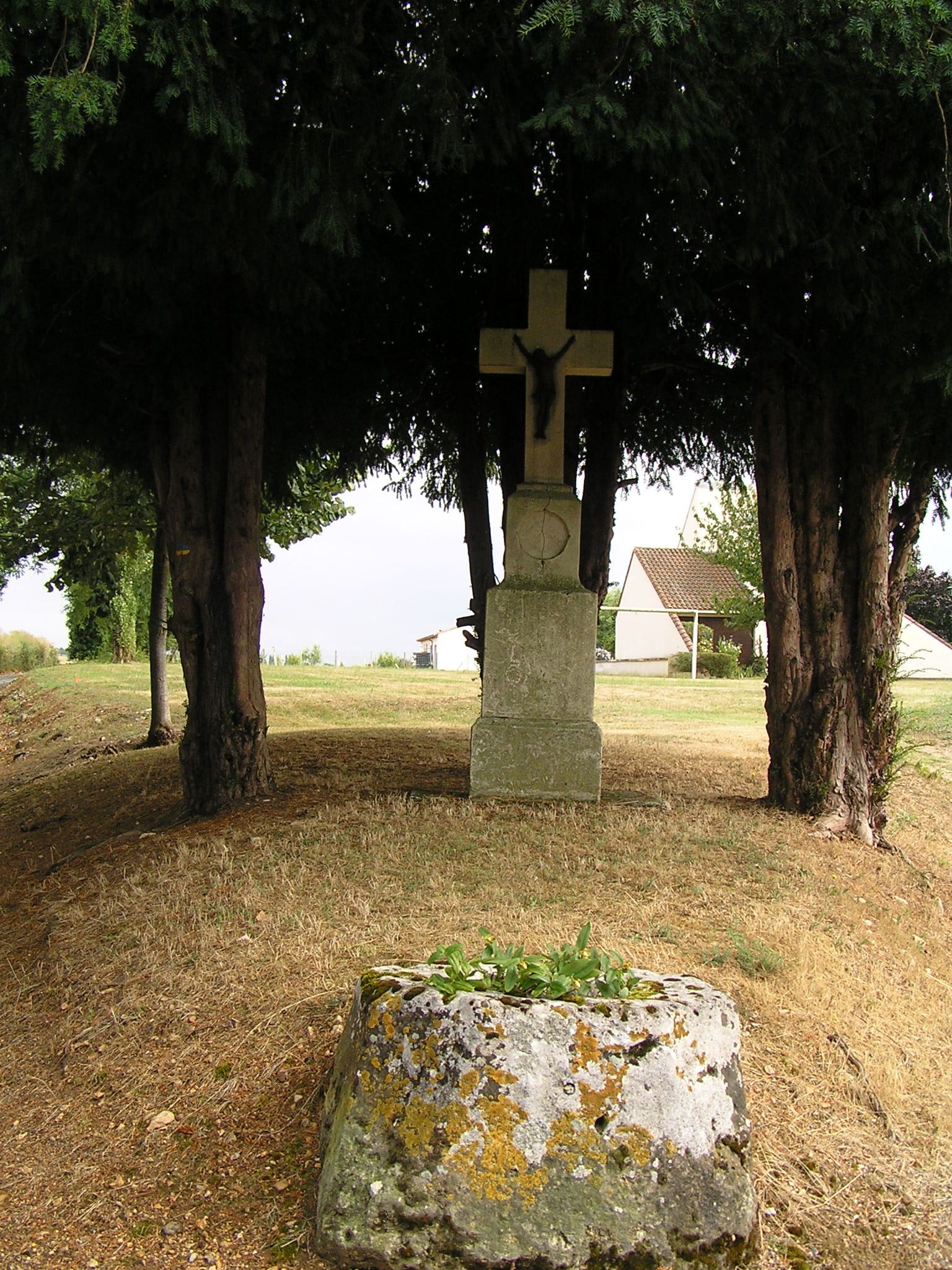
Распятие